# Charles David Chanel Reeve
Charles David Chanel Reeve (* 10. September 1948) ist ein irisch-US-amerikanischer Philosophiehistoriker auf dem Gebiet der antiken Philosophie. 
Reeve erwarb 1971 einen B.A. am Trinity College Dublin, 1975 einen M.A. an der Cornell University und 1976 einen M.A. am Trinity College Dublin. Zum Ph.D. promoviert wurde er 1980 an der Cornell University bei Sydney S. Shoemaker mit einer Dissertation zu Mass, Quantity and Amount. Seine akademische Laufbahn begann er als Assistant Professor, Associate Professor und Professor of Philosophy and the Humanities am Reed College (1976–2001). Darauf wechselte er als Professor of Philosophy an die University of North Carolina at Chapel Hill (2001–2005), wo er 2005 zum Delta Kappa Epsilon Distinguished Professor of Philosophy ernannt wurde. Inzwischen ist er emeritiert.
Reeve hat hauptsächlich zur antiken griechischen Philosophie, insbesondere zu Platon und Aristoteles, gearbeitet. Daneben hat er auch zur Philosophie von Sex und Liebe und zur Philosophie des Films publiziert.

## Schriften (Auswahl)
Monographien
- Philosopher-Kings. Princeton 1988; Nachdruck 2006; Chinesische Übersetzung, 2020.
- Socrates in the Apology. Hackett 1989; Chinesische Übersetzung, 2019.
- Practices of Reason. Oxford, 1992.
- Substantial Knowledge: Aristotle’s Metaphysics. Hackett 2000.
- Love’s Confusions. Harvard 2005; russische Übersetzung, 2020.
- Action, Contemplation, and Happiness: An Essay on Aristotle. Harvard 2012; portugiesische Übersetzung, 2014.
- Blindness and Re-Orientation: Problems in Plato’s Republic. Oxford, 2012.
- Aristotle on Practical Wisdom: Nicomachean Ethics Book VI. Harvard, 2013.

Übersetzungen
- Aristotle’s dialectic: Topics, Sophistical Refutations, and related texts. (New Hackett Aristotle). Hackett, Cambridge, MA 2024.
- Aristotle: De Caelo. Hackett, 2020.
- Aristotle: Generation of Animals with History of Animals I and Parts of Animals I. Hackett. Indianapolis, Hackett, 2019.
- Aristotle: Rhetoric. Hackett, 2018.
- Aristotle: Physics. Hackett, 2018.
- Aristotle: De Anima. Hackett, 2017.
- Aristotle: Politics. Hackett, 2017.
- Aristotle: Metaphysics. Hackett, 2016.
- Aristotle: Nicomachean Ethics. Hackett, 2014.
- Aristotle: Eudemian Ethics. Hackett, 2021.
- Plato: Republic. Hackett, 2004.
- The Trials of Socrates: Six Classic Texts. Hackett, 2002.
- Plato: Cratylus. Hackett, 1998.
- Aristotle: Politics. Hackett, 1998.
- Plato: Republic. Revision of G. M. A. Grube’s translation. Hackett, 1992.